# Hassar
Hassar es un género de peces actinopeterigios de agua dulce, distribuidos por ríos y lagos de América del Sur.

## Especies
Existen cinco especies reconocidas en este género:
- Hassar affinis (Steindachner, 1881)
- Hassar gabiru Birindelli, Fayal y Wosiacki, 2011
- Hassar orestis (Steindachner, 1875)
- Hassar shewellkeimi Sabaj Pérez y Birindelli, 2013
- Hassar wilderi Kindle, 1895